# Arun (dystrykt)
Arun – dystrykt w hrabstwie West Sussex w Anglii. Nazwa pochodzi od rzeki Arun.

## Miasta
- Arundel
- Bognor Regis
- Littlehampton

## Inne miejscowości
Aldingbourne, Aldwick, Angmering, Barnham, Burpham, Clapham, Clymping, East Preston, Eastergate, Elmer, Felpham, Ferring, Findon, Ford, Houghton, Kingston, Lyminster, Madehurst, Middleton-on-Sea, Pagham, Patching, Poling, Rustington, Slindon, South Bersted, South Stoke, Tortington, Walberton, Warningcamp, Wick, Yapton.